# Ryt nestoriański
Ryt nestoriański – jeden ze wschodnich obrządków (rytów) sprawowania liturgii chrześcijańskiej.
Należy on, obok rytów: chaldejskiego i malabarskiego, do wschodniosyryjskiej gałęzi liturgicznej. 

## Anafory używane w rycie nestoriańskim
Jedną z ważniejszych anafor w liturgii nestoriańskiej była Anafora Addai i Mari, znana we wszystkich rytach wschodniosyryjskich. 
Cechą charakterystyczną tej modlitwy eucharystycznej jest brak opowiadania o ustanowieniu Eucharystii.